# So Close, Yet So Far (Fear the Walking Dead)
"So Close, Yet So Far" é o segundo episódio da primeira temporada da série de televisão de terror pós-apocalíptico Fear the Walking Dead. Foi originalmente exibido pelo canal de televisão AMC nos Estados Unidos em 30 de agosto de 2015.

## Sinopse
Alicia vai visitar seu namorado Matt e o encontra em péssimo estado. Ela liga para Madison e Travis e quando chegam na casa, percebem que o garoto tem uma ferida semelhante a uma mordida de alguma coisa. Madison se apavora e convence Alicia a ir embora para casa. Madison vai à escola onde trabalha atrás de medicamentos para Matt e encontra Tobias, um aluno que foi parar na diretoria após levar uma faca para escola, alegando ser por proteção. Eles se deparam com o diretor Artie infectado, que tenta atacar os dois, porém Madison o mata com um extintor de incêndio. Ela leva Tobias para casa e o garoto lhe diz que esse é o novo e não há volta. Chris está preso em uma manifestação e Travis e Liza vão resgatá-lo. A manifestação acontece após um grupo de pessoas ver policiais atirando em um homem inocente possivelmente infectado. Os três não veem saída e conseguem refúgio na barbearia da família Salazar. Na casa de Madison, Alicia e Nick veem um homem atacando sua vizinha. Alicia quer ajudá-la, porém Madison chega e a impede. Na barbearia, Griselda Salazar reza junto a seu terço. 

## Recepção
"So Close, Yet So Far" recebeu críticas principalmente positivas. No Rotten Tomatoes, obteve uma classificação de 86% com uma pontuação média de 6.63/10 com base em 21 comentários. O consenso do site diz: "'So Close, Yet So Far' mantém a construção lenta do episódio piloto de FTWD, ganhando seus momentos de grande tensão com ataques de zumbis e drama familiar disfuncional dinâmico."
Matt Fowler da IGN deu a "So Close, Yet So Far" uma classificação de 7.5/10 afirmando: "No final de 'So Close, Yet So Far', Alicia e Chris pareciam entender o que estava acontecendo. Mas agora todos eles quase perderam a janela para fugir. Ainda assim, este episódio foi bom em nos mostrar como a sociedade pode entrar em colapso rapidamente, a resistência de novos zumbis do 'primeiro dia' e todas as maneiras como um surto de zumbis pode ser mal interpretado. Miracle Mile (para aqueles que já viram) vem à mente. É sobre um restaurante cheio de pessoas que descobrem sobre um ataque nuclear em Los Angeles antes que o resto da cidade o faça e, em seguida, lutam para conseguir antes que seja tarde demais."

### Audiência
"So Close, Yet So Far" foi visto por 8.18 milhões de telespectadores nos Estados Unidos em sua data de transmissão original, quase 2 milhões a menos que o episódio piloto.